# Для людей (телесериал, 2018)
«Для люде́й» (англ. For the People) — американский телесериал в жанре юридической драмы, премьера которого состоялась 13 марта 2018 года на телеканале ABC.
11 мая 2018 года телесериал был продлён на второй сезон.
10 мая 2019 канал ABC закрыл телесериал после двух сезонов.

## Сюжет
Действие сериала разворачивается в федеральном суде Южного округа Нью-Йорка и рассказывает о команде молодых юристов, выступающих как на стороне обвинения, так и на стороне защиты в самых громких и резонансных делах в стране.

## В ролях
| Актёр               | Роль           |
| ------------------- | -------------- |
| Хоуп Дэвис          | Джилл Маркус   |
| Бен Шенкман         | Роджер Ганн    |
| Джасмин Савой Браун | Эллисон Адамс  |
| Бен Раппапорт       | Сет Оливер     |
| Сюзанна Флад        | Кейт Литтлджон |
| Весам Киш           | Джей Симмонс   |
| Реге-Жан Пейдж      | Леонард Нокс   |
| Бритт Робертсон     | Сандра Белл    |
| Анна Дивер Смит     | Тина Криссман  |
| Вонди Кёртис-Холл   | Николас Бирн   |

## Список эпизодов
| Сезон | Сезон | Эпизоды | Дата показа   | Дата показа |
| Сезон | Сезон | Эпизоды | Премьера      | Финал       |
| ----- | ----- | ------- | ------------- | ----------- |
|       | 1     | 10      | 13 марта 2018 | 22 мая 2018 |
|       | 2     | 10      | 7 марта 2019  | 16 мая 2019 |

### Сезон 1 (2018)
| № общий | № в сезоне | Название                                                      | Режиссёр        | Автор сценария                   | Дата премьеры  | Зрители в США (млн) |
| --- | ---------- | ------------------------------------------------------------- | --------------- | -------------------------------- | -------------- | ------------------- |
| 1 | 1          | «Пилот» «Pilot»                                               | Том Верика      | Пол Уильям Дэвис                 | 13 марта 2018  | 3.22                |
| В премьере сериала о шести талантливых молодых юристах, которые работают по разные стороны закона и занимаются самыми громкими и громкими федеральными делами в стране. |            |                                                               |                 |                                  |                |                     |
| 2 | 2          | «Рахо́ва» «Rahowa»                                             | Марк Тинкер     | Дональд Тодд                     | 20 марта 2018  | 2.69                |
| Шесть молодых адвокатов полны решимости добиться победы во втором раунде дел; Джей должен отбросить свои личные чувства, защищая клиента со спорными убеждениями; идеализм Сандры приводит к важному уроку от мисс Криссман. |            |                                                               |                 |                                  |                |                     |
| 3 | 3          | «в 18 милях от Роанока» «18 Miles Outside of Roanoke»         | Том Верика      | Эли Атти                         | 27 марта 2018  | 3.58                |
| Сандра и Кейт идут лицом к лицу по громкому делу, связанному с молодой женщиной, обвиняемой в утечке секретной информации, но они учатся находить общий язык в своей борьбе за справедливость и стремление к общему благу. Эллисон изо всех сил пытается защитить своего клиента, поскольку суды обращаются к новым технологиям, чтобы избежать предвзятости, а Леонард ищет профессиональную легитимность ценой личных отношений.                                         |            |                                                               |                 |                                  |                |                     |
| 4 | 4          | «Фонтан библиотеки» «The Library Fountain»                    | Зинга Стюарт    | Лиз Крафт & Сара Фэйн            | 3 апреля 2018  | 2.76                |
| После того как Сет узнает, что жители его родного города и бывшей начальной школы в Линкольне, штат Небраска, серьезно заболели из-за загрязнения грунтовых вод, он начинает искать справедливости, потенциально ставя под угрозу будущее своей карьеры. Сандра, Джей и Эллисон помогают Джилл с потенциальным делом об убийстве, но по мере того, как они скептически относятся к своему клиенту, Джилл становится только более страстной.                                |            |                                                               |                 |                                  |                |                     |
| 5 | 5          | «Величайший мировой судья» «World's Greatest Judge»           | Эндрю Бернштейн | Захир МакГи                      | 10 апреля 2018 | 2.67                |
| Судья Бирн оказывается на перепутье в своей карьере, когда он председательствует в деле, которое требует непропорционально обязательного минимального приговора. Эллисон представляет очаровательную обвиняемую по делу о мошенничестве, находясь на службе в первый раз, и Леонард изо всех сил пытается решить, стоит ли выдвигать обвинения против политического деятеля.                                                                                               |            |                                                               |                 |                                  |                |                     |
| 6 | 6          | «Все мы супергерои» «Everybody's a Superhero»                 | П.Дж. Пеше      | Мишель Лирцман & Оливия Сандовал | 17 апреля 2018 | 2.04                |
| Эллисон защищает человека, обвиняемого в краже припасов, предназначенных для жертв разрушительного островного урагана, и выступает против Селии Чавес, жесткой помощницы прокурора США, для которой проигрыш-это не вариант. Сандра защищает своеобразного клиента, обвиняемого в нападении, но с измененным взглядом на реальность, а с другой стороны, Кейт разыскивает агент АТФ, нуждающийся в юридической консультации для маловероятного подозреваемого.             |            |                                                               |                 |                                  |                |                     |
| 7 | 7          | «Вы знакомы с Леонардом Ноксом?» «Have You Met Leonard Knox?» | Дэйзи Майер     | Пол Уильям Дэвис                 | 1 мая 2018     | 2.18                |
| Леонард вынужден столкнуться с некоторыми давними сомнениями, когда его новое дело с высокими ставками заставляет его сомневаться в том, что правильно, а что неправильно. Сандра встречается лицом к лицу с Сетом, который выдвигает обвинения против дерзкого комика, обвиняемого в угрозе жизни президента США, а Джей защищает теннисиста, обвиняемого в том, что он намеренно бросил матч, чтобы помочь своему тренеру выиграть пари, которое тот сделал против него. |            |                                                               |                 |                                  |                |                     |
| 8 | 8          | «Флипти Флоп» «Flippity-Flop»                                 | Николь Рубио    | Карин Розенталь                  | 8 мая 2018     | 2.05                |
| 9 | 9          | «Чрезвычайные обстоятельства» «Extraordinary Circumstances»   | Стеф Грин       | Селия Финкельштейн               | 15 мая 2018    | 1.95                |
| 10 | 10         | «Вот что я хотел сказать» «This Is What I Wanted to Say»      | Том Верика      | Пол Уильям Дэвис                 | 22 мая 2018    | 2.37                |

## Производство
В пилотном эпизоде роль Сандры Блэк (Белл) сыграла Бритни Олдфорд, а роль Эллисон Андерсон — Линдон Смит. Тем не менее, позднее они были заменены другими актрисами. После пересъёмок пилотного эпизода с двумя новыми актрисами — Робертсон и Браун — заменившие Олдфорд и Линдон соответственно, а также завершения съёмок второго эпизода, производство сериала было временно заморожено в середине сентября 2017 года. Причина приостановки съёмок — частичное переписывание сценариев оставшихся эпизодов сезона с целью подогнать сценарий под характеры Робертсон и Браун.